# D915 (Oise)
De D915 is een departementale weg in het Noord-Franse departement Oise. De weg bestaat uit twee delen. Het eerste deel loopt van de grens met Val-d'Oise via Bouconvillers en Lattainville naar de grens met Eure. Het tweede deel loopt van de grens met Eure via Sérifontaine naar de grens met Eure. Beide delen worden met elkaar verbonden door de D15B in de stad Gisors. In Val-d'Oise loopt de weg als D915 verder naar Pontoise en Parijs. In Eure loopt de weg verder als D15B naar Dieppe.

## Geschiedenis
Oorspronkelijk was de D915 onderdeel van de N15. In 1973 werd de weg overgedragen aan het departement Oise, omdat de weg geen belang meer had voor het doorgaande verkeer. De weg is toen omgenummerd tot D915.